# Erland Kolding Nielsen
Erland Kolding Nielsen (13. januar 1947 – 22. januar 2017) var en dansk historiker. Han var overbibliotekar og direktør for Det Kongelige Bibliotek og tillige præsident for den internationale biblioteksforening LIBER.
Erland Kolding Nielsen tiltrådte som direktør for Det Kongelige Bibliotek i 1986 og stod i spidsen for nationalbibliotekets digitale udvikling inden for såvel administration som digitaliseringen af bibliotekets digitale samlinger. I samme periode foregik omfattende bygningsmæssige forandringer, hvoraf den største er havnefrontens nye vartegn Den Sorte Diamant, som stod færdig i 1999. Erland Kolding Nielsen stod til at gå på pension 1. februar 2017.
Erland Kolding Nielsen blev 14. oktober 2008 Kommandør af Anerkendelseskorset.